# Chùa Cầu

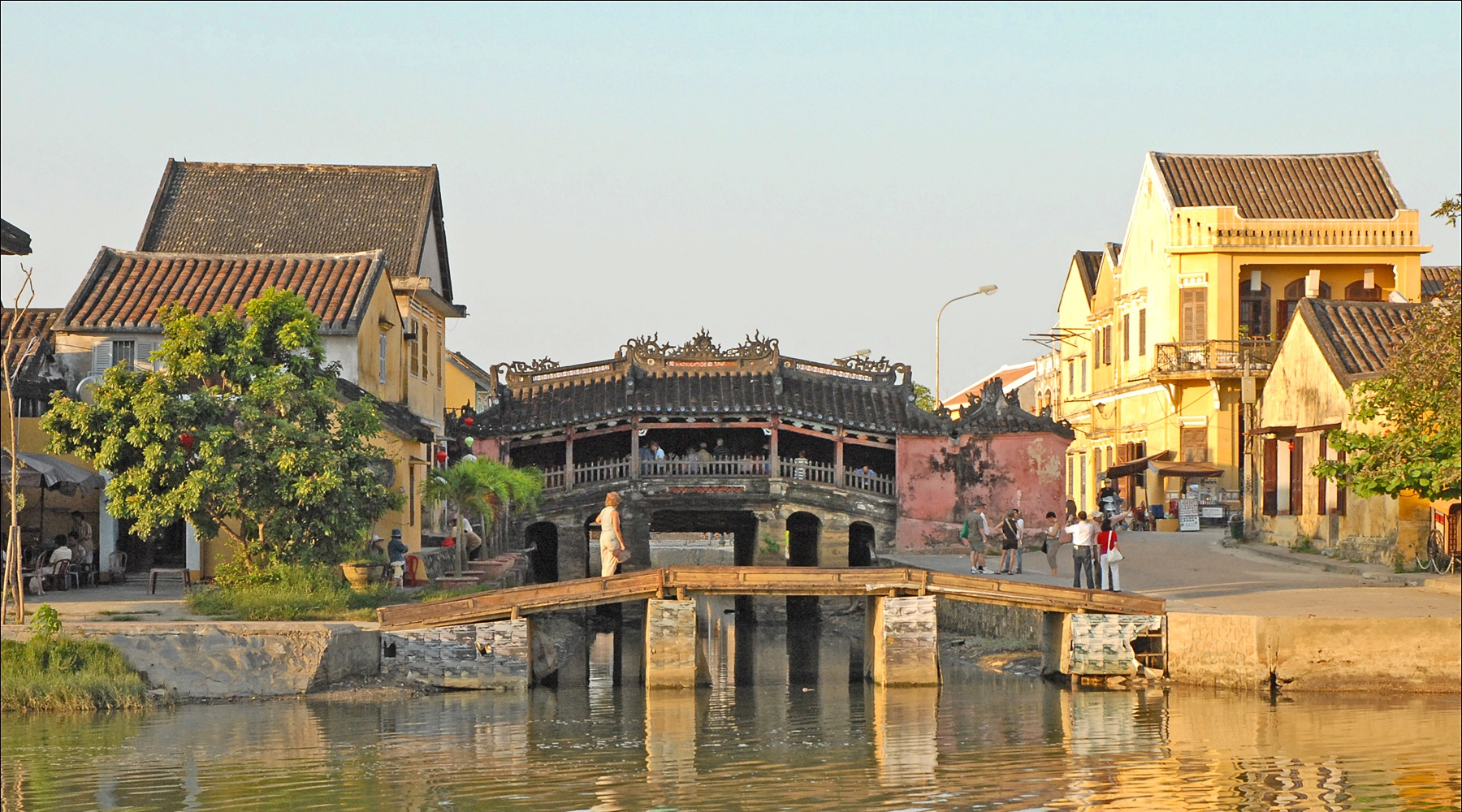
Toàn cảnh Chùa Cầu

Chùa Cầu là một cây cầu cổ trong khu phố cổ Hội An, tỉnh Quảng Nam, Việt Nam. Cầu còn có tên gọi Cầu Nhật Bản hay Lai Viễn Kiều.

## Lịch sử

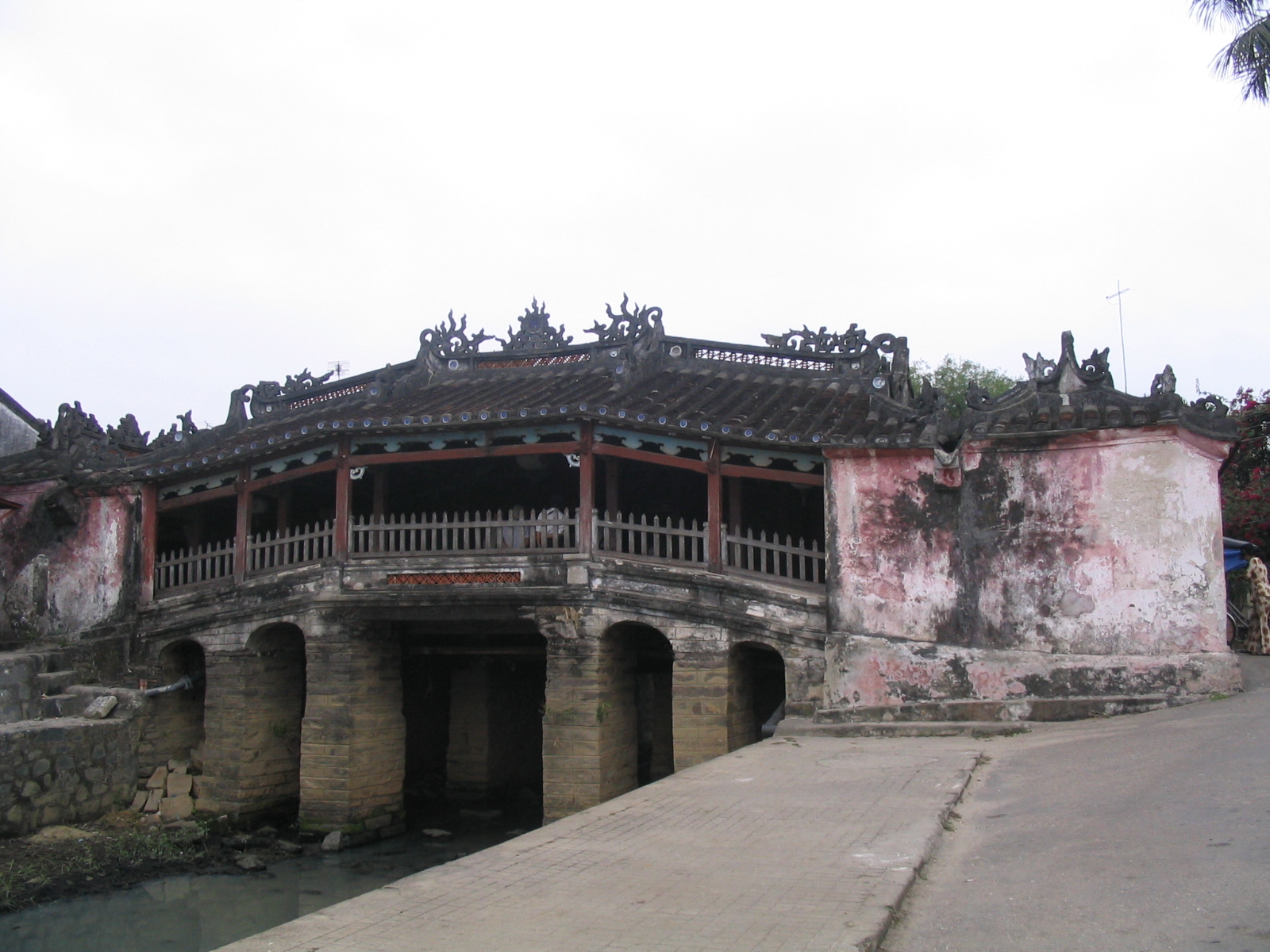
Chùa Cầu Hội An

Chiếc cầu này được các thương nhân người Nhật Bản góp tiền xây dựng vào khoảng thế kỷ 17, nên đôi khi người ta còn gọi là cầu Nhật Bản. Theo truyền thuyết, ngôi chùa được coi như là một thanh kiếm đâm xuống lưng con quái vật Namazu, khiến nó không quẫy đuôi, gây ra những trận động đất. Sau đó, người ta dựng thêm phần chùa, nối liền vào lan can phía Bắc, nhô ra giữa cầu, từ đó người địa phương gọi là Chùa Cầu.
Năm 1719, chúa Nguyễn Phúc Chu thăm Hội An, đặt tên cho chiếc cầu là Lai Viễn Kiều, với ý nghĩa là "Cầu đón khách phương xa".
Theo niên đại được ghi lại ở xà nóc và văn bia còn lại ở đầu cầu thì chiếc cầu đã được dựng lại vào năm 1817. Ngôi chùa có lẽ cũng được dựng lại vào thời gian này.
Chùa được trùng tu vào các năm 1817, 1865, 1915, 1986 và dần mất đi các yếu tố kiến trúc Nhật Bản, thay vào đó là kiến trúc mang đậm phong cách Việt, Trung.
Ngày 17 tháng 2 năm 1990, Chùa Cầu được cấp bằng Di tích Lịch sử – Văn hóa quốc gia.
Hiện nay, Chùa Cầu đang bị xâm thực bởi kênh nước thải hôi thối bên dưới cầu và có nguy cơ bị lún nghiêng.

## Kiến trúc
Chiếc cầu làm bằng gỗ trên những trụ cầu bằng gạch đá, dài khoảng 18 m, có mái che, vắt cong qua lạch nước chảy ra sông Thu Bồn giáp ranh giữa hai đường Nguyễn Thị Minh Khai và Trần Phú.
Chùa Cầu là một trong những di tích có kiến trúc khá đặc biệt. Mái chùa lợp ngói âm dương che kín cả cây cầu. Trên cửa chính của Chùa Cầu có một tấm biển lớn chạm nổi 3 chữ Hán là Lai Viễn Kiều. Chùa và cầu đều bằng gỗ sơn son chạm trổ rất công phu, mặt chùa quay về phía bờ sông. Hai đầu cầu có tượng thú bằng gỗ đứng chầu, một đầu là tượng chó, một đầu là tượng khỉ, (thần khỉ và thần chó là 2 vị thần trấn giữ namazu trong truyền thuyết dân gian của người Nhật). Tương truyền đó là những con vật mà người Nhật sùng bái thờ tự từ cổ xưa. Tuy gọi là chùa nhưng bên trong không có tượng Phật. Phần gian chính giữa (gọi là chùa) thờ một tượng gỗ Bắc Đế Trấn Võ - vị thần bảo hộ xứ sở, ban niềm vui hạnh phúc cho con người, thể hiện khát vọng thiêng liêng mà con người muốn gửi gắm cùng trời đất nhằm cầu mong mọi điều tốt đẹp.

## Ảnh hưởng văn hóa
Có câu thơ về Chùa Cầu:
Ai đi phố Hội Chùa Cầu
Để thương để nhớ để sầu cho ai
Để sầu cho khách vãng lai
Để thương để nhớ cho ai chịu sầu.

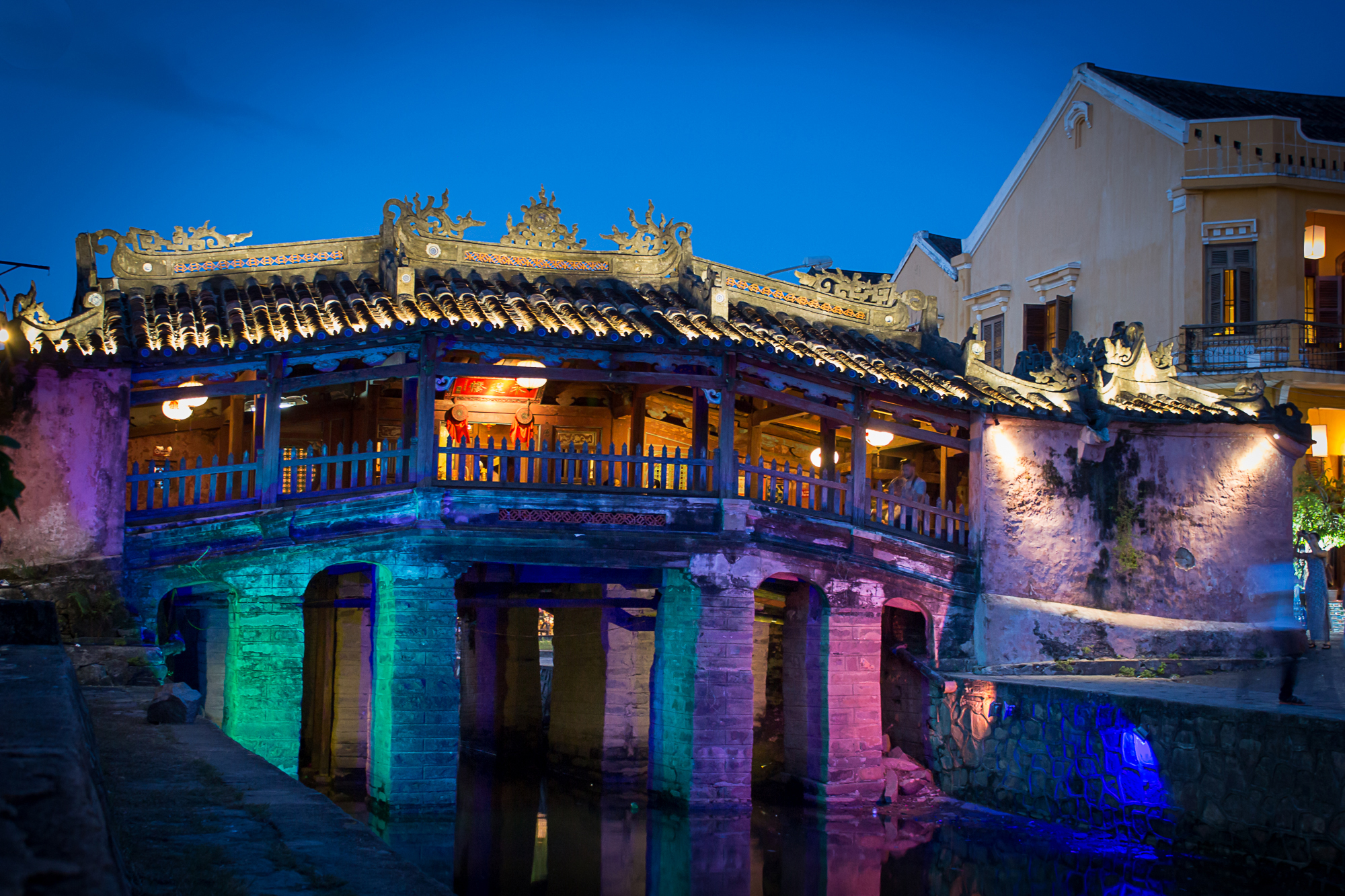
Chùa Cầu vào ban đêm

Hình Cầu Chùa có trên mặt sau tờ bạc 20.000 nghìn đồng bằng polyme của Việt Nam.

## Hình ảnh

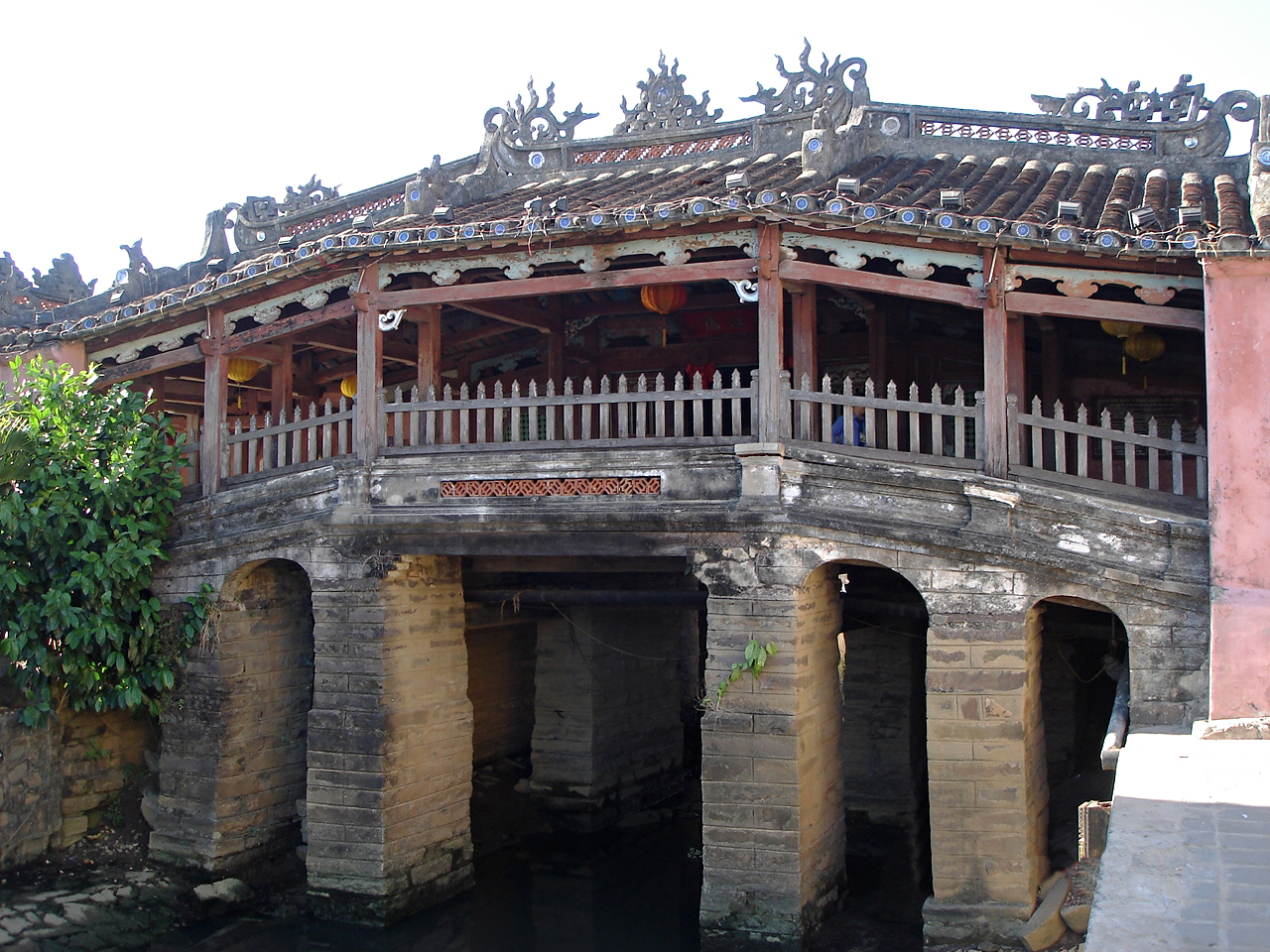
Cầu Nhật Bản
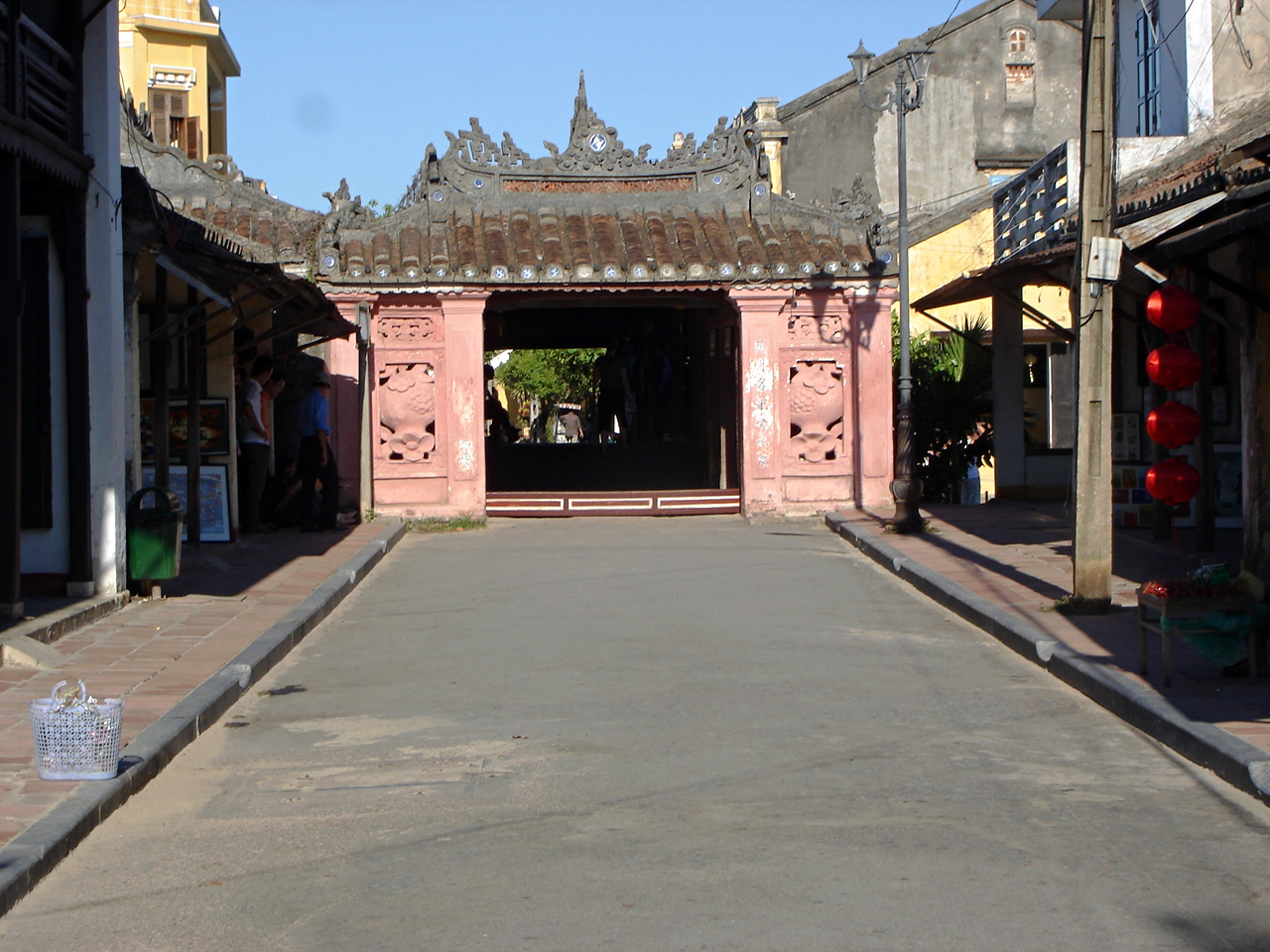
Cửa vào phía tây
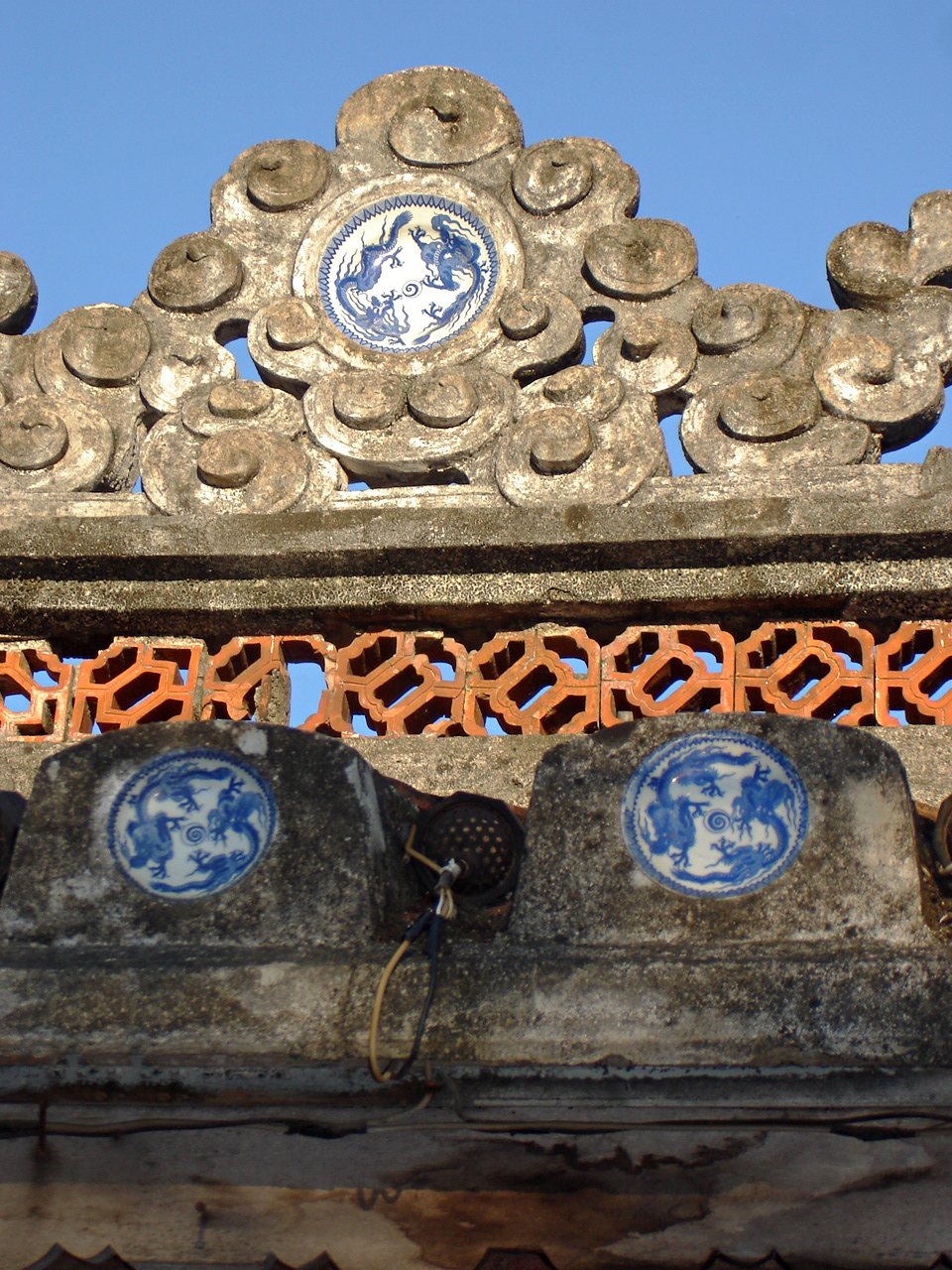
Chi tiết
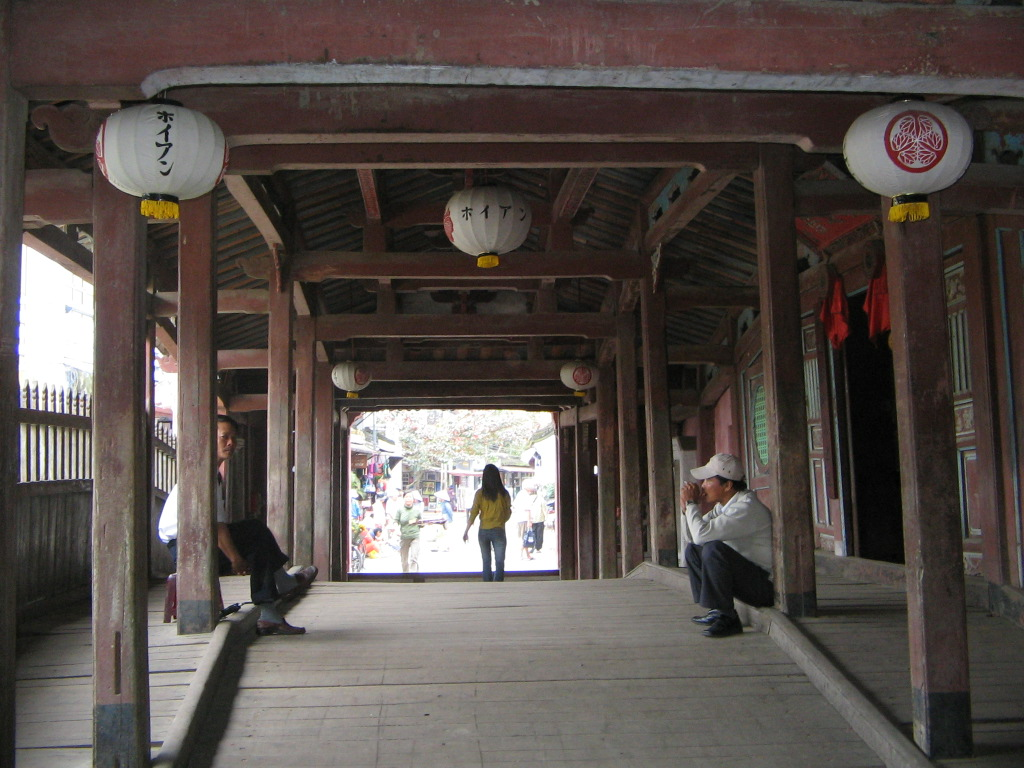
Cầu Chùa Hội An

## Phiên bản chùa Cầu Hội An tạiThanh Hóa
Nhân dịp lễ kỷ niệm 55 năm ngày hai thành phố kết nghĩa theo Phong trào kết nghĩa Bắc-Nam (12/02/1960 - 12/02/2015), mô hình Chùa Cầu cùng hai trụ biểu được Thành phố Hội An tặng thành phố Thanh Hóa phục vụ nhân dân Thanh Hóa tham quan mô hình của biểu tượng Hội An - Di sản văn hóa thế giới. Đây là phiên bản thu nhỏ với chiều dài 10m, rộng 4m, lòng cầu 2,2m. Bên cạnh cầu cũng có một khóm thờ diện tích 3x3m thờ Bắc Đế Trấn Võ - thần trị thủy hệt nguyên bản chùa Cầu.